# کای نیلسن
کای نیلسن (انگلیسی: Kai Nielsen; ۱۵ مهٔ ۱۹۲۶ – ۷ آوریل ۲۰۲۱) پروفسور آمریکایی فلسفه در دانشگاه کلگری بود. او در طبیعت‌گرایی، فرافلسفه، اخلاق، فلسفه تحلیلی، فلسفه اجتماعی و سیاسی تخصص داشت. نیلسن همچنین دربارهٔ فلسفه دین نوشت و از مدافعان خداناباوری معاصر بود. او همچنین به‌خاطر دفاع از فایده‌گرایی شهرت داشت و در پاسخ به انتقاد برنارد ویلیامز از آن نوشت.